# Énergie solaire en Hongrie

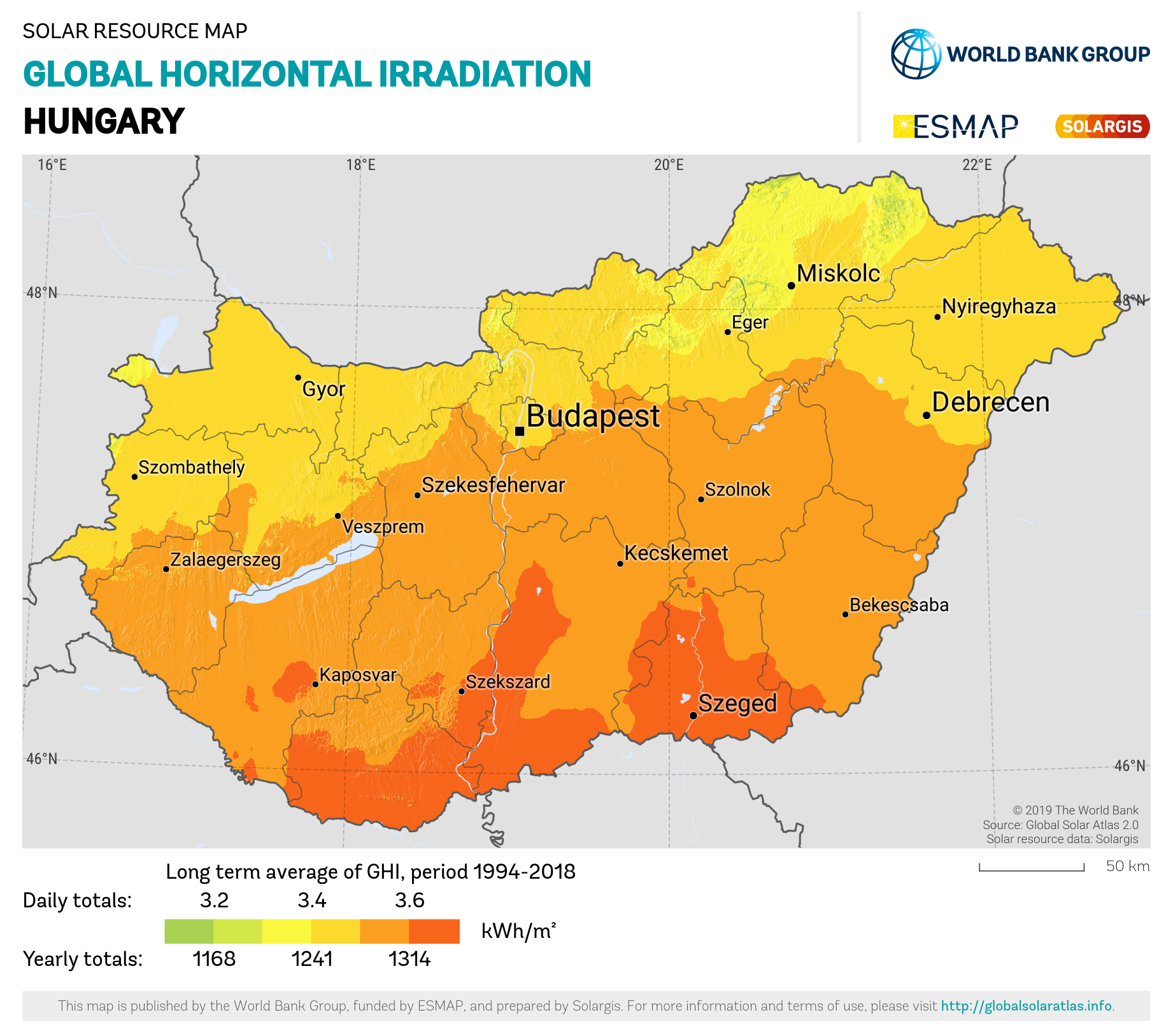
Potentiel solaire en Hongrie.

L'énergie solaire en Hongrie a rapidement progressé grâce au soutien du gouvernement et à la baisse des prix des systèmes. Le solaire photovoltaïque produit 19,6 % de l'électricité du pays en 2023, part qui place la Hongrie au 2e rang mondial.
La Hongrie se classe en 2024 au 8e rang dans l'Union européenne pour sa production avec 3,0 % de la production de l'UE, et au 10e rang pour sa puissance installée (2,5 %). Sa puissance installée par habitant la place au 9e rang européen.
L'Agence internationale de l'énergie estime la pénétration théorique du solaire photovoltaïque hongrois à 20,6 % de la production totale d'électricité du pays fin 2024 (moyenne de l'UE : 14 %) ; cet indicateur de pénétration du solaire place le pays au 4e rang mondial, derrière la Grèce (27,9 %), les Pays-Bas (25,5 %) et l'Espagne (24 %).

## Production
Selon EurObserv'ER, la Hongrie a produit 8 974 GWh en 2024, en progression de 29,6 %, soit 3,0 % de la production totale d'électricité photovoltaïque de l'Union européenne (UE), au 8e rang des producteurs photovoltaïques de l'UE, derrière derrière l'Allemagne (25,0 %), l'Espagne (18,1 %), l'Italie (12,1 %), la France (8,2 %), les Pays-Bas (7,3 %), la Pologne (5,1 %) et la Grèce (3,4 %).
L'Agence internationale de l'énergie estime la pénétration théorique du solaire photovoltaïque hongrois à 20,6 % de la production totale d'électricité du pays fin 2024 (moyenne de l'UE : 14 %) ; cette estimation est basée sur la puissance installée au 31/12/2024, donc supérieure à la production réelle de l'année ; cet indicateur de pénétration du solaire place le pays au 4e rang mondial, derrière la Grèce (27,9 %), les Pays-Bas (25,5 %) et l'Espagne (24 %), et loin devant l'Allemagne (19,8 %), l'Italie (13,6 %) ou la France (7,3 %).
Le solaire photovoltaïque hongrois a produit 6 960 GWh en 2023, soit 19,6 % de la production d'électricité du pays, au 2e rang mondial derrière le Chili pour la part du solaire dans le mix électrique.
| Année | Production (GWh) | Accroissement | Part prod.élec. |
| ----- | ---------------- | ------------- | --------------- |
| 2015  | 67               |               | 0,2 %           |
| 2015  | 141              | +110 %        | 0,5 %           |
| 2016  | 244              | +73 %         | 0,8 %           |
| 2017  | 349              | +43 %         | 1,1 %           |
| 2018  | 629              | +80 %         | 2,0 %           |
| 2019  | 1 497            | +138 %        | 4,4 %           |
| 2020  | 2 459            | +64 %         | 7,0 %           |
| 2021  | 3 796            | +54 %         | 10,5 %          |
| 2022  | 4 732            | +25 %         | 13,2 %          |
| 2023  | 6 960            | +47 %         | 19,6 %          |
| 2024  | 8 974            | +30 %         |                 |

Selon EurObserv'ER, la Hongrie a produit 6 537 GWh en 2023, en progression de 38 %, soit 2,7 % de la production totale d'électricité photovoltaïque de l'Union européenne (UE), au 9e rang des producteurs photovoltaïques de l'UE, loin derrière l'Allemagne (25,1 %), l'Espagne (17,6 %), l'Italie (12,6 %), la France (9,5 %), les Pays-Bas (8,7 %) et la Pologne (4,7 %).
L'énergie solaire a produit 12,5 % de l'électricité du pays en 2022, contre moins de 0,1 % en 2010.

## Puissance installée
En 2024, 1 789 MWc ont été installés en Hongrie, soit 3,0 % des nouvelles installations de l'Union européenne (UE), au 9e rang des marchés de l'UE, derrière l'Allemagne (24,2 %), l'Espagne (13,1 %), l'Italie (10,8 %), la France (8,4 %), la Pologne (7,3 %), les Pays-Bas (5,2 %), la Grèce (4,3 %) et l'Autriche (3,7 %). La puissance installée du parc photovoltaïque hongrois atteint 7 699 MWc, en progression de 30 %, soit 2,5 % du total de l'UE, au 10e rang européen, derrière l'Allemagne (89 130 MWc, 29,1 %), l'Espagne (12,2 %), l'Italie (11,7 %), la France (8,1 %), les Pays-Bas (7,9 %), la Pologne (6,6 %), la Grèce (3,0 %), la Belgique (3,0 %) et l'Autriche (2,8 %).
La puissance photovoltaïque installée par habitant atteignait 803,3 Wc en 2024, supérieure de 18 % à la moyenne de l'UE (682 Wc), au 9e rang européen derrière les Pays-Bas (1 357,6 Wc), l'Allemagne (1 068 Wc), l'Autriche (941,2 Wc), la Grèce (893,1 Wc), l'Estonie, la Lituanie, Chypre et le Luxembourg ; la France est au 20e rang avec 363,4 Wc.
En 2023, 1 600 MWc ont été installés en Hongrie, soit 3 % des nouvelles installations de l'Union européenne (UE), au 9e rang des marchés de l'UE, loin derrière l'Allemagne (27,5 %), l'Espagne (13,7 %), l'Italie (9,9 %), la Pologne (9,2 %) et les Pays-Bas (8,1 %). La puissance installée du parc photovoltaïque hongrois atteint 5 835 MWc, en progression de 38 %, soit 2,3 % du total de l'UE, au 9e rang européen, loin derrière l'Allemagne (82 191 MWc, 32 %), l'Espagne (30 612 MWc, 11,9 %), l'Italie (30 300 MWc, 11,8 %), les Pays-Bas (23 904 MWc, 9,3 %) et la France (20 541 MWc, 8 %).
À la fin de l'année 2022, la Hongrie dispose d'un peu plus de 4 000 MWc de capacité photovoltaïque, une augmentation massive par rapport à la décennie précédente.
En 2023, le ministre de l'Énergie du pays, Csaba Lantos, prédit que l'objectif hongrois de 6 000 MWc de capacité photovoltaïque d'ici 2030 sera probablement dépassé, atteignant 12 000 MWc,.